# 起きて寝る -FUNNY DAY & HARD NIGHT-
『起きて寝る -FUNNY DAY & HARD NIGHT-』（おきてねる ファニー デイ アンド ハード ナイト）は、日本のジャズバンドPE'Zの通算16枚目のアルバムである。2007年3月28日発売。発売元はワーナーミュージック・ジャパン/ロードランナー・レコード。

## 概要
フルアルバムとしては2003年の『極月-KIWAMARI ZUKI-』より約4年ぶりとなるアルバム。初の2枚組。通常盤/初回限定盤の2種リリース。初回限定盤はボーナスCD付3枚組仕様。

## 収録曲
編曲：PE'Z

### Disc1
1. BLANK-DUNK [3:23]
作曲：Ohyama "B.M.W" Wataru・ヒイズミマサユ機
2. ハナフブキ〜花魁道中罷り通る〜 [4:33]
作曲：Ohyama "B.M.W" Wataru・ヒイズミマサユ機
MV監督は井上哲央。
3. RUN!RUN!RUN! [3:11]
作曲：ヒイズミマサユ機
4. 新しい日々〜LUNA ROSSA〜 [4:29]
作曲：Ohyama "B.M.W" Wataru
5. ハイピッチャーのテーマ [4:18]
作曲：Ohyama "B.M.W" Wataru
6. オキザリス〜輝く心〜 [4:53]
作曲：Ohyama "B.M.W" Wataru
7. BooBy StaR [3:59]
作曲：Ohyama "B.M.W" Wataru
8. Live For The Groove(Inst ver.) [6:44]
作曲：Ohyama "B.M.W" Wataru・NATE JAMES
9. パラダイス A GO GO [5:05]
作曲：ヒイズミマサユ機
10. ヒルビー〜太陽とビーサンと私〜 [3:47]
作曲：Ohyama "B.M.W" Wataru
11. 狼少年 [4:52]
作曲：ヒイズミマサユ機
12. 我ら五人の侍なり〜We are five samurai〜 [4:52]
作曲：Ohyama "B.M.W" Wataru
13. AMBIENT-57 [4:14]
作曲：Ohyama "B.M.W" Wataru
14. 朝き夢見じ [5:36]
作曲：Ohyama "B.M.W" Wataru・ヒイズミマサユ機
15. メラリズム [3:06]
作曲：Ohyama "B.M.W" Wataru
16. 鬼の樹〜巣立ち行く我が子へ〜 [4:17]
作曲：Ohyama "B.M.W" Wataru

### Disc2
1. ハヤカゲ [3:51]
作曲：Ohyama "B.M.W" Wataru
2. MARMALADE JAM [5:01]
作曲：Ohyama "B.M.W" Wataru
3. A〜エース〜 [4:07]
作曲：ヒイズミマサユ機
4. GREEN DOLLS [3:52]
作曲：Ohyama "B.M.W" Wataru
5. ひんやりやんひ [4:27]
作曲：ヒイズミマサユ機
6. パラノイア [6:58]
作曲：Ohyama "B.M.W" Wataru
7. 真夜中のアメーバ [5:24]
作曲：ヒイズミマサユ機
8. LAURA [3:02]
作曲：Ohyama "B.M.W" Wataru
9. Terry's〜Uni's roots〜 [5:17]
作曲：Ohyama "B.M.W" Wataru
10. デリシャスサンドウィッチ [4:02]
作曲：ヒイズミマサユ機
11. 極 [7:01]
作曲：ヒイズミマサユ機
12. MOSTA VIENTE [4:22]
作曲：Ohyama "B.M.W" Wataru
13. ピスタチオボーイズ [5:38]
作曲：ヒイズミマサユ機
14. THE SPIKER [4:30]
作曲：Ohyama "B.M.W" Wataru
15. アケビ [3:05]
作曲：Ohyama "B.M.W" Wataru・ヒイズミマサユ機
16. 懐かしい日々〜SPRING VALLEY〜 [3:39]
作曲：ヒイズミマサユ機

### Disc3
1. ハナフブキ〜花魁道中罷り通る〜-Radio Edit Ver- [3:02]
2. MARMALADE JAM-EN-MUSUBI 06' at LIQUIDROOM- [4:53]
2006年12月25日、恵比寿リキッドルームにて
3. オキザリス〜輝く心〜-EN-MUSUBI 06' at LIQUIDROOM-' [4:46]
2006年12月25日、恵比寿リキッドルームにて
4. BooBy StaR-EN-MUSUBI 06' at LIQUIDROOM- [4:07]
2006年12月25日、恵比寿リキッドルームにて